# Landen (Belgia)
Landen – miasto w Belgii, w Regionie Flamandzkim, w prowincji Brabancja Flamandzka, w okręgu Leuven. 1 stycznia 2024 roku liczyło 16 390 mieszkańców, a gęstość jego zaludnienia wyniosła 308 os./km².

## Podział administracyjny
W skład miasta wchodzi 13 dzielnic (deelgemeente):
- Attenhoven (Ottoncourt)
- Eliksem
- Ezemaal
- Laar (Laer)
- Neerlanden
- Neerwinden
- Overwinden
- Rumsdorp
- Waasmont (Wamont)
- Walsbets
- Walshoutem (Houtain-l'Évêque)
- Wange
- Wezeren (Vesdrin)

## Demografia
Ludność historyczna:
| Rok     | 1995   | 2000   | 2005   | 2010   | 2015   | 2020   | 2021   | 2024   |
| ------- | ------ | ------ | ------ | ------ | ------ | ------ | ------ | ------ |
| Ludność | 14 142 | 14 288 | 14 569 | 15 367 | 15 840 | 16 096 | 16 051 | 16 390 |

Ludność według grup wiekowych:
| Wiek                                    | 0–17 lat | 18–64 lata | 65+ lat |
| --------------------------------------- | -------- | ---------- | ------- |
| Liczba osób w danej grupie wiekowej     | 3231     | 9407       | 3413    |
| Liczba osób w danej grupie wiekowej w % | 20,1%    | 58,6%      | 21,3%   |

Struktura płci:
| Płeć                         | Mężczyźni | Kobiety |
| ---------------------------- | --------- | ------- |
| Liczba osób w danej płci     | 7847      | 8204    |
| Liczba osób w danej płci w % | 48,9%     | 51,1%   |

## Klimat
Klimat jest przybrzeżny. Średnia temperatura wynosi 10 °C. Najcieplejszym miesiącem jest lipiec (19 °C), a najzimniejszym miesiącem jest styczeń (0 °C).